# Asparagopsis taxiformis

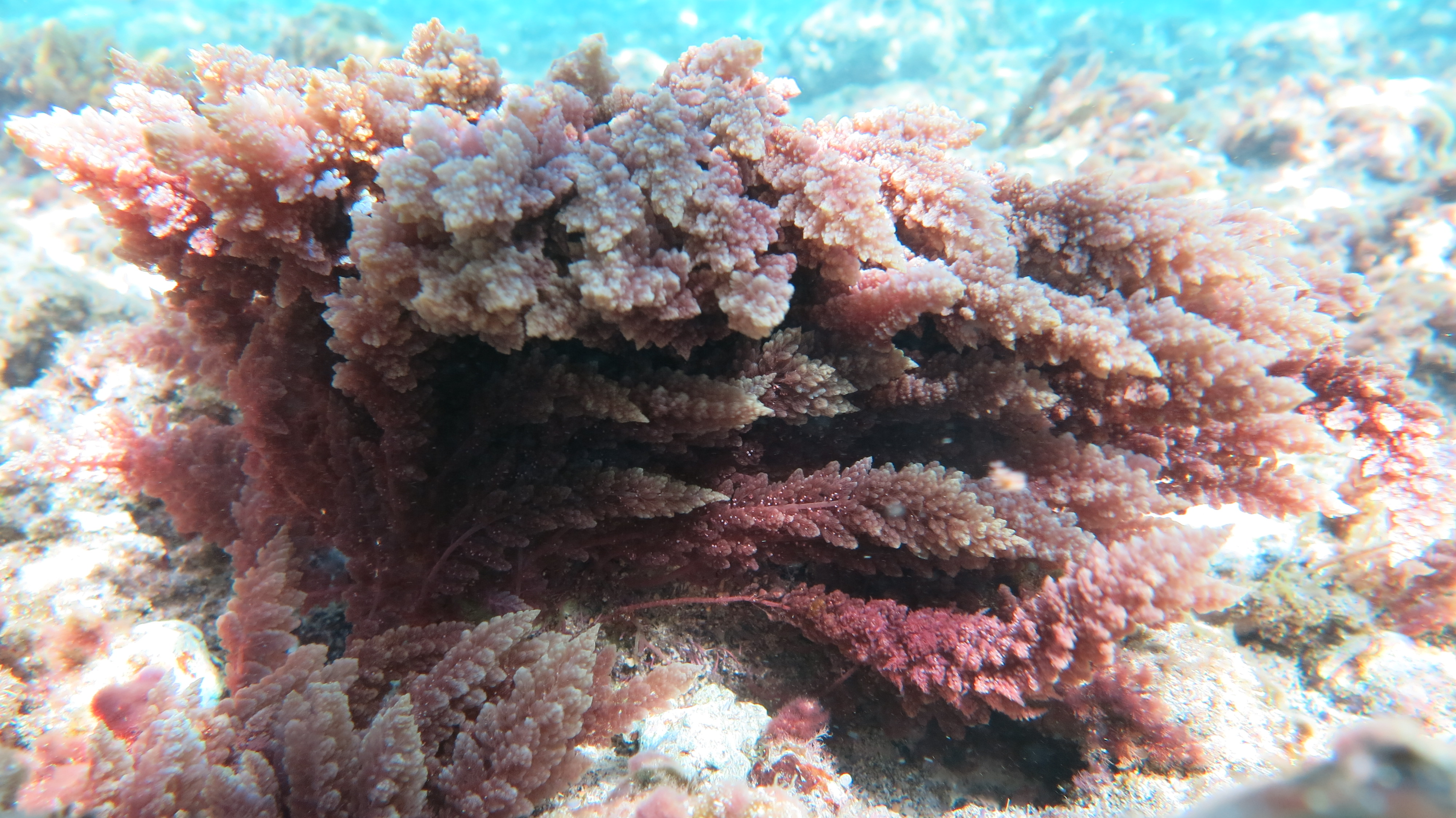
Asparagopsis taxiformis en su hábitat natural en el fondo del mar.

Asparagopsis taxiformis (limu kohu, en hawaiano) anteriormente A. sanfordiana, es una especie de alga roja, con una distribución cosmopolita en aguas cálidas del trópico.

## Ciclo de vida
Como muchas algas rojas, tiene un ciclo de vida haplodiplofásico, con cada fase morfológicamente distinta de la otra. La etapa haploide fue inicialmente descrita como Falkenbergia hillebrandii (Bornet) Falkenberg 1901, ya que se pensaba que se trataba de otra especie.

## Usos culinarios

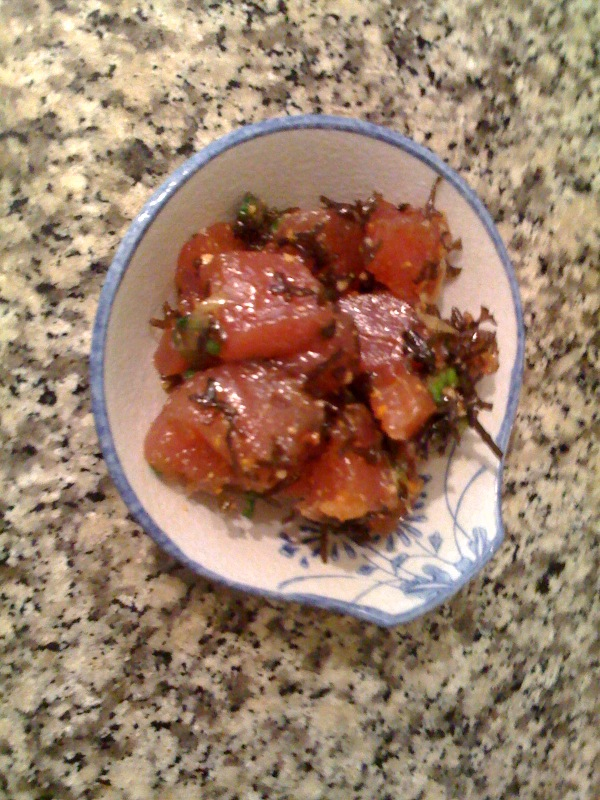
Ahi limu poke.

Asparagopsis es una de las algas más populares para hacer un condimento llamado limu en la cocina de Hawái. Es conocido como Limu kohu, lo que significa "alga placentera" en el idioma hawaiano. Tiene un sabor amargo, con algo similar al del yodo, y es un ingrediente tradicional en el plato llamado poke.
El aceite esencial de esta alga es 80 % bromoformo (tri-bromo-metano) por peso e incluye muchos otros compuestos orgánicos que contienen bromo y yodo.

## Reducción de emisiones de metano del ganado
En 2014, investigadores de CSIRO y Universidad James Cook demostraron que al alimentar los rumiantes una dieta que contiene de 1 a 2 % de esta alga roja se redujeron sus emisiones de metano en más que un 90 %. Probaron 20 tipos de alga y A. taxiformis fue la mejor para esto, con una eficacia de casi un 99 %. Este hallazgo creó interés entre importantes organizaciones académicas y de comercio a seguir investigando este efecto. Algunos estudios determinaron que el dichloromethane extracto, que existe en A. taxiformis, fue la sustancia más potente y redujo la producción de metano en un 79 %. Otros compuestos importantes fueron bromoformo, dibromoclorometano, ácido bromocloroacético y ácido dibromoacético .

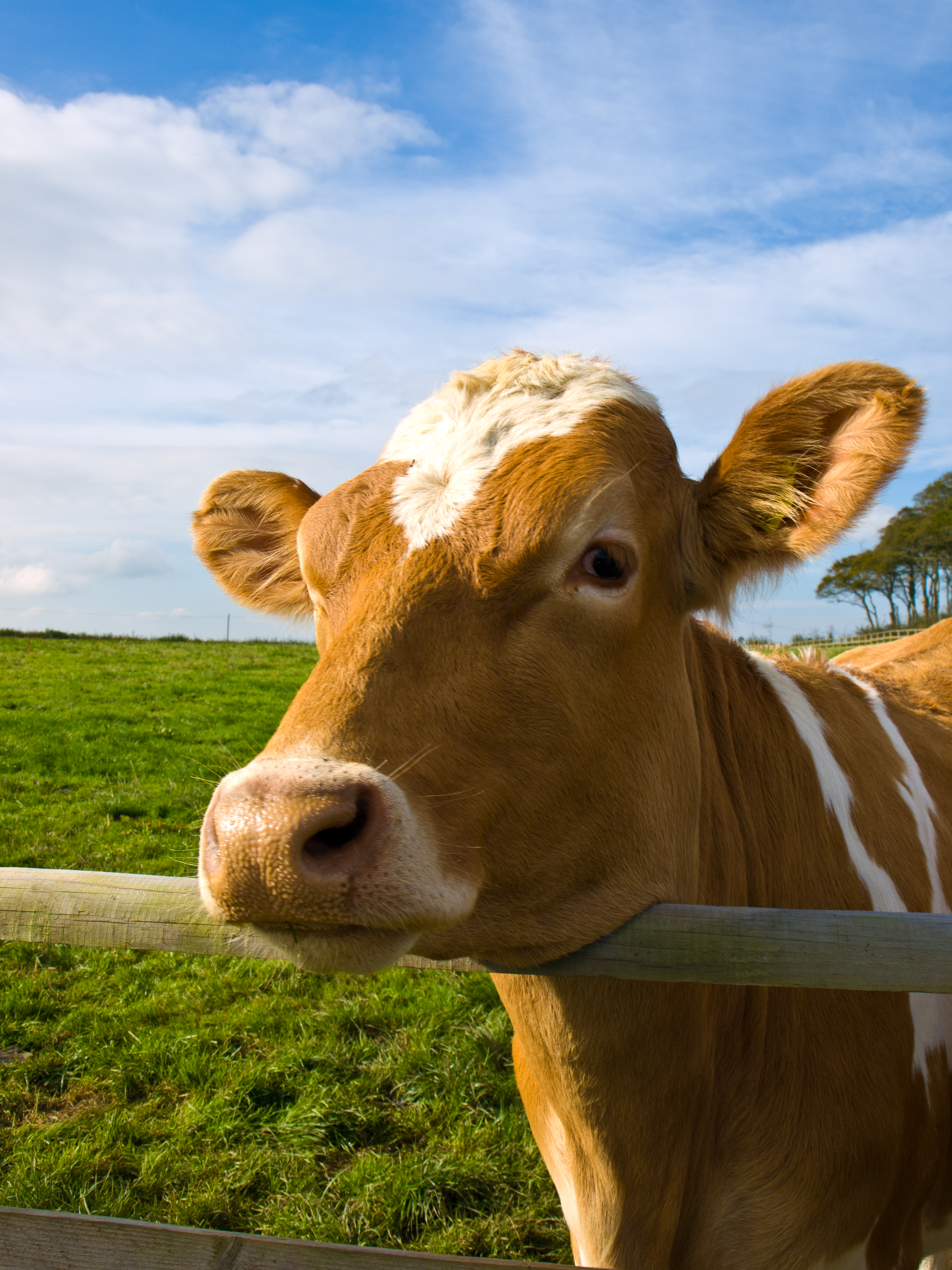
Las vacas eructan metano que sale de la fermentación que ocurre en uno de sus cuatro estómagos, pero una pequeña cantidad de A. taxiformis en su alimentación reduce enormemente la producción de este gas del Efecto Invernadero.

No se espera que la cosecha en estado silvestre sea suficiente para su aplicación a gran escala y, hasta ahora, no ha habido cultivos comerciales de esta alga. Una iniciativa de desarrollo e investigación llamada Pastoreo Más Verde está procurando cerrar el ciclo de vida de esta alga y demostrar su cultivo en el mar.
Nuevos emprendimientos del Instituto Real de Tecnología KTH; Volta Greentech y Symbrosia de Yale Universidad están esforzándose para cultivar A. taxiformis. Symbrosia está buscando integrar su cultivo con la producción del camarón patiblanco en piscinas, utilizando una tecnología que se está patentando. Se ha propuesto su cultivo en el mar como la manera más viable para producirla en cantidades y precios adecuados para que los ganaderos del mundo la utilicen.
En 2020, FutureFeed ganó el premio Food Planet Prize, valorado en un millón de dólares, para un producto de Asparagopsis que reduce las emisiones de metano del ganado.

Esta alga ayuda a reducir la producción de metano en el rumen de las vacas.

## ¿Adaptable Invasor?
Esta especie es considerada invasiva, al menos en el Mediterráneo Se ha dicho lo mismo para las Islas Galápagos. Esta expansión en su distribución y abundancia puede deberse a su adaptabilidad a los cambios en los mares que vienen con la Alteración Mundial del Clima.